# Given to Fly
Given to Fly – singel zespołu Pearl Jam, wydany 6 stycznia 1998 r. nakładem Epic Records. Wersja amerykańska singla zawiera trzy utwory (Given to Fly, Pilate, Leatherman), natomiast europejska – dwa (Given to Fly, Pilate).
Given to Fly to utwór z albumu Yield, a po raz pierwszy został zagrany na żywo 12 listopada 1997 r. podczas koncertu w The Catalyst w Santa Cruz. Ukazał się również między innymi na albumie koncertowym Live on Two Legs (1998) oraz na kompilacji Rearviewmirror: Greatest Hits 1991-2003 (2004).
Pilate to także utwór z albumu Yield, a po raz pierwszy został zagrany na żywo 31 stycznia 1998 r. w Monkey Wrench Radio w Seattle. 
Na amerykańskiej wersji singla zamieszczono dodatkowo niepublikowany wcześniej utwór Leatherman (grupa wykonała go m.in. podczas koncertów w Polsce 16 czerwca 2000 r. i 13 czerwca 2007 r.).

## Lista utworów
1. Given to Fly (McCready/Vedder)
2. Pilate (Ament)
3. Leatherman (Vedder)

## Wydania
| Rok  | Format                    | Wytwórnia    | Numer katalogowy | Kraj   |
| ---- | ------------------------- | ------------ | ---------------- | ------ |
| 1998 | płyta kompaktowa digipack | Epic Records | 34K 78797        | USA    |
| 1998 | płyta kompaktowa digipack | Epic Records | EPC 665394 1     | Europa |

## Lista przebojów magazynu „Billboard”
| Rok  | Kraj | Nazwa listy przebojów | Liczba tygodni na liście | Najwyższe miejsce |
| ---- | ---- | --------------------- | ------------------------ | ----------------- |
| 1998 | USA  | The Billboard Hot 100 | 15                       | 21                |
| 1998 | USA  | Rock Songs            | 23                       | 1                 |
| 1998 | USA  | Alternative Songs     | 25                       | 3                 |